# Musée ferroviaire d'Azerbaïdjan
Le musée ferroviaire d'Azerbaïdjan (en azéri : Azərbaycan Dəmiryol Muzeyi) est un musée ferroviaire installé dans l'ancienne gare de Sabunchu sur la place Jafar Jabbarli dans le centre ville de Bakou en Azerbaïdjan. Le musée a été inauguré en 2019.

## Histoire
L'ouverture du musée ferroviaire d'Azerbaïdjan a eu lieu le 19 novembre 2019, avec la participation du président Ilham Aliyev.
Des travaux de reconstruction ont été effectués dans le musée, qui a été fermé pendant la pandémie de COVID-19, et après avoir été enrichi de nouvelles expositions, il a commencé à accueillir des visiteurs le 28 décembre 2023.
L'ancien gare de Sabunchu (à proximité de la station de métro 28 May), l'un des trois bâtiments composant le complexe historique de la gare de voyageurs de Bakou, abrite le Musée ferroviaire d'Azerbaïdjan. Ce bâtiment a été mis en service le 6 juillet 1926, le jour de l'ouverture du premier chemin de fer électrifié en Azerbaïdjan. La gare de Sabunchu à Bakou a été le premier bâtiment de gare à recevoir des trains électriques.
Le bâtiment a été construit sur la base des traditions architecturales nationales de l'Azerbaïdjan et rappelle le palais des Chirvanchahs en raison de son apparence et de nombreux éléments. Les fenêtres du bâtiment, réalisées dans le style de l'art national « shabaka », le décor de la période des Chirvanchahs dans la partie supérieure de la façade de l'entrée et les sculptures en pierre de lions sur la tour de l'horloge sont remarquables.
Le musée dispose de deux salles d'exposition, d'une salle de cinéma et de salles pour l'organisation d'événements culturels et d'entreprise. Des événements tels que des journées de dédicaces de livres, des heures de lecture, des expositions de livres et d'art, des rencontres avec des personnalités publiques y sont organisés. Dans les salles, diverses expositions intéressantes liées aux étapes de développement du secteur ferroviaire de l'Azerbaïdjan, y compris des documents photo et vidéo reflétant l'histoire de la création du chemin de fer au XIXe siècle et des modèles de trains sont exposés. En outre, un coin photo a été créé pour refléter les services rendus par le président Heydar Aliyev dans le développement des chemins de fer en Azerbaïdjan.

## Galerie

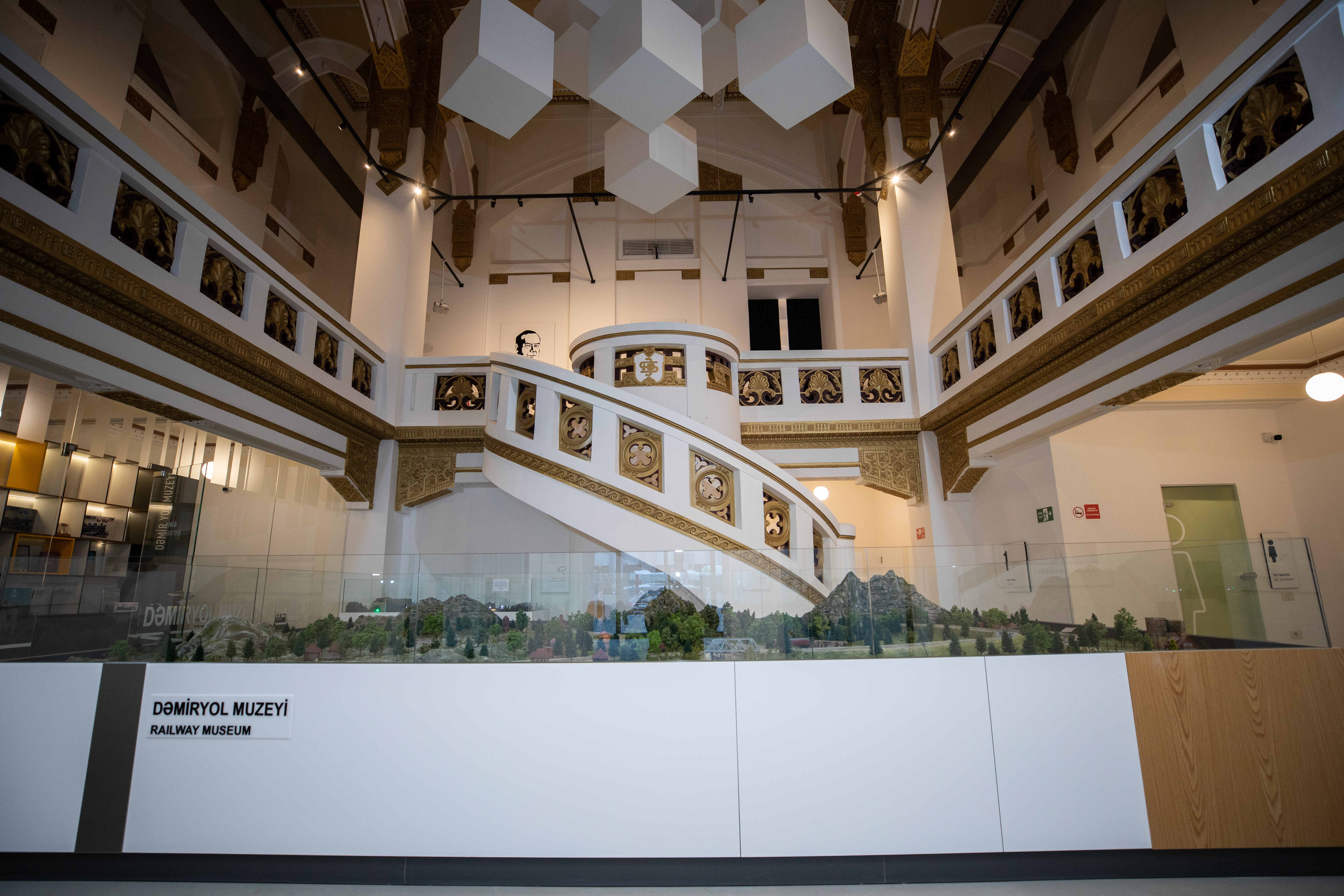
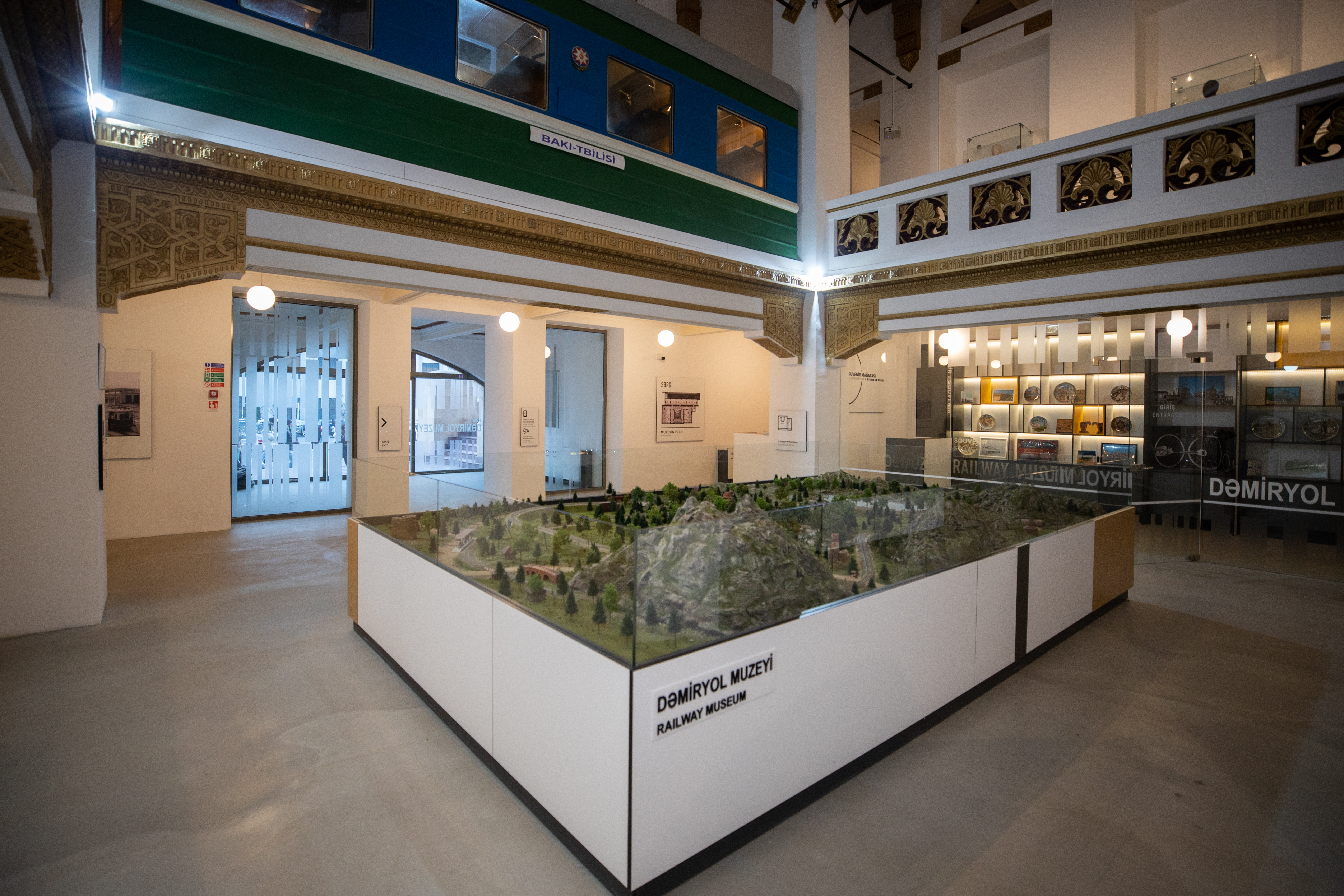
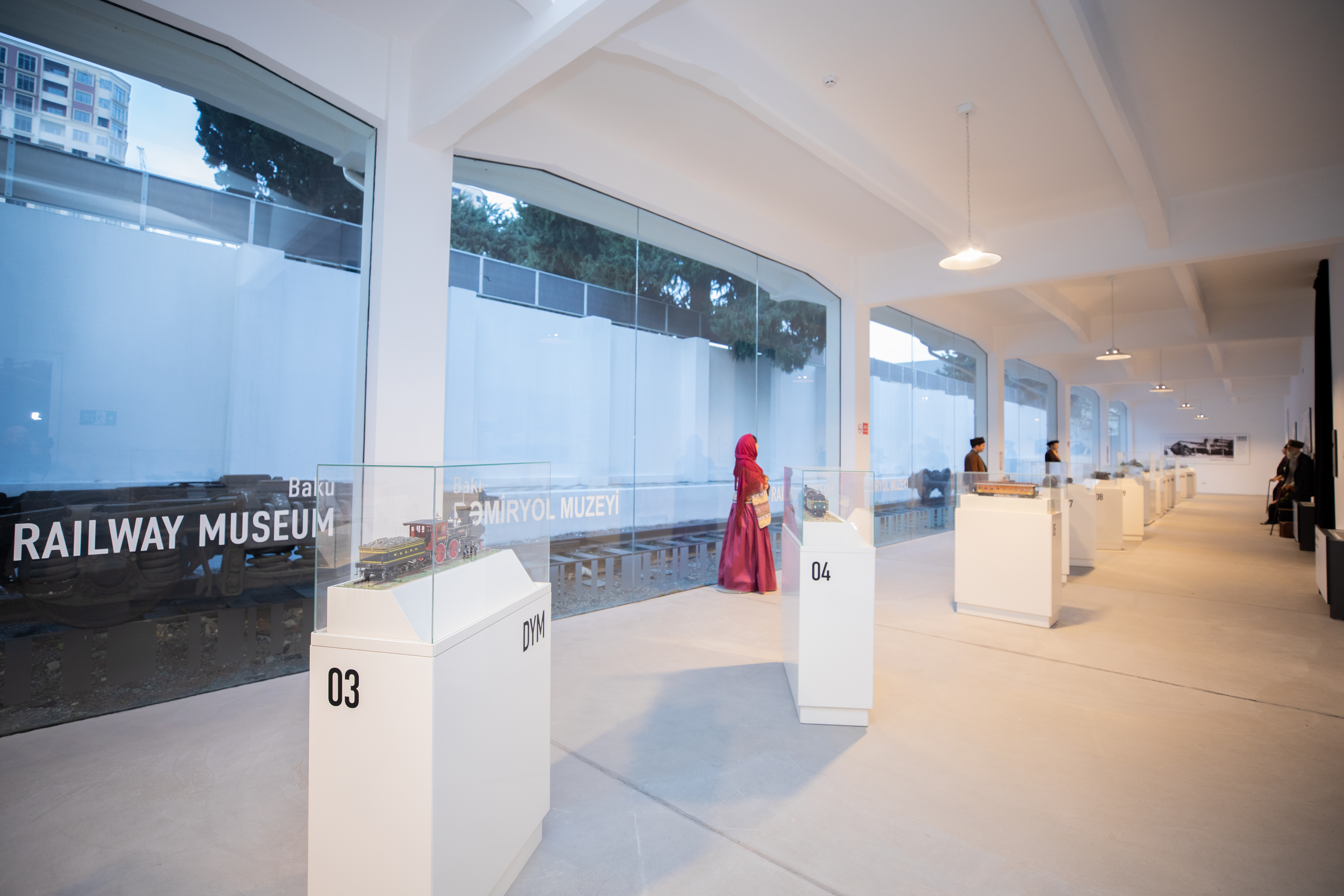
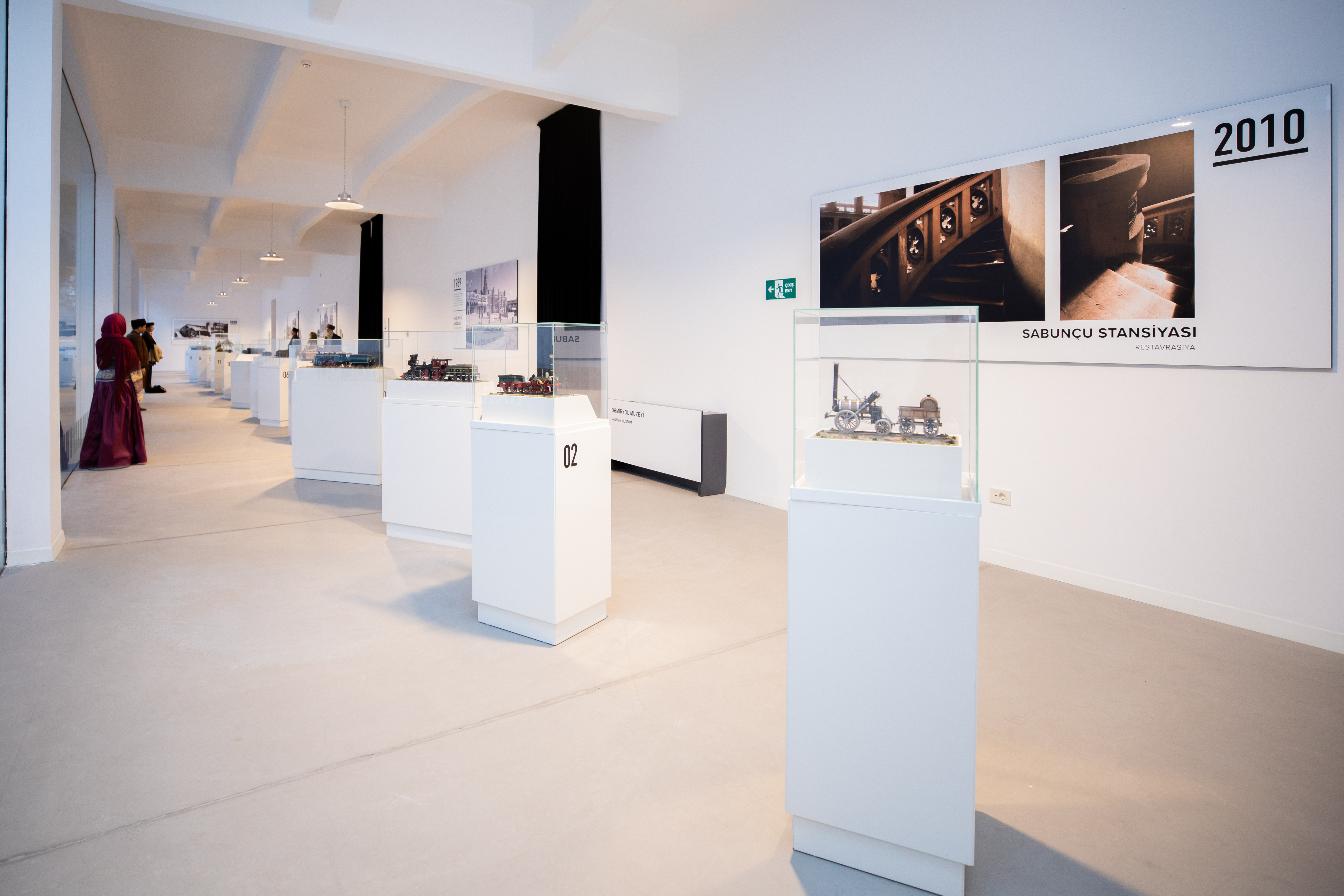
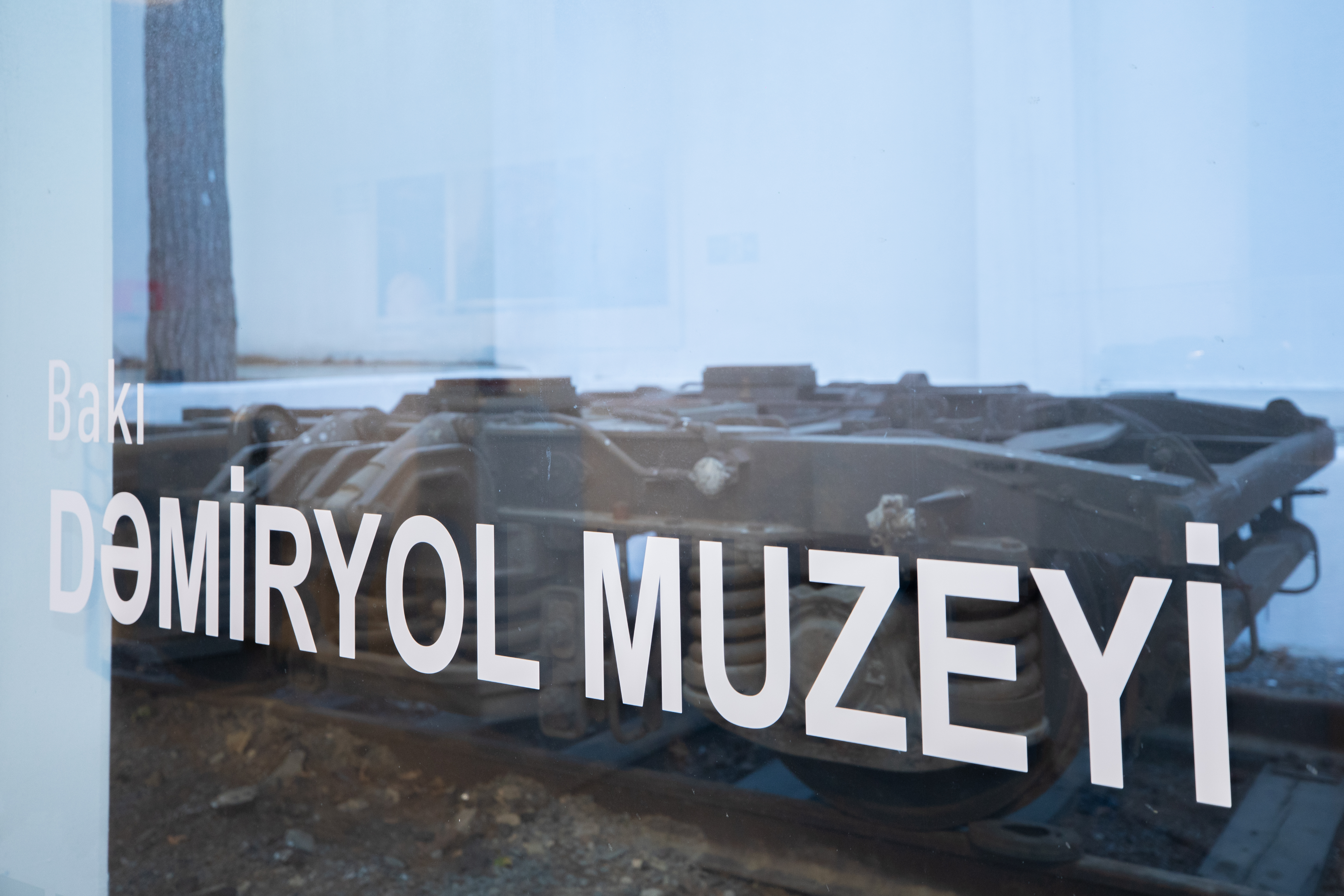
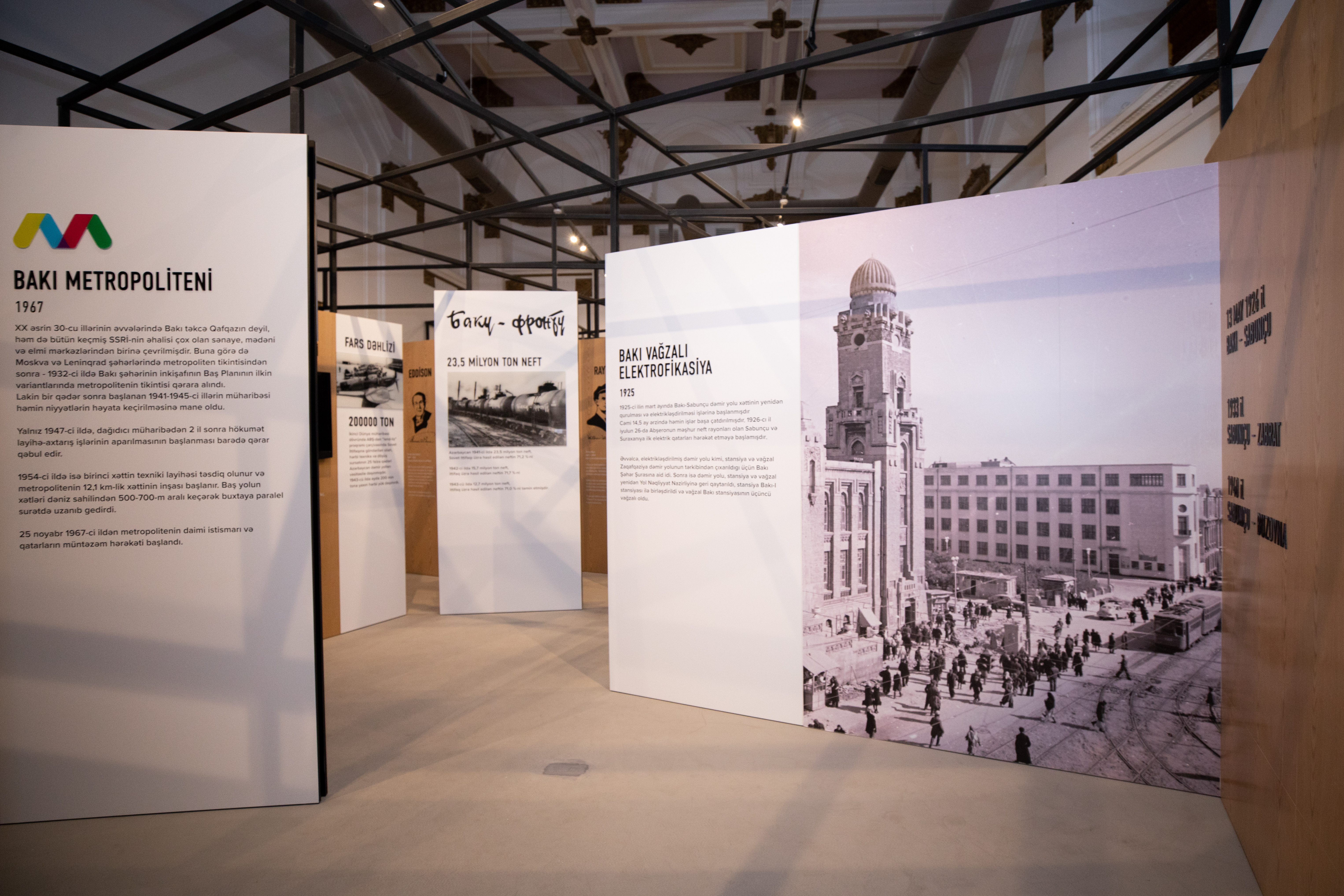
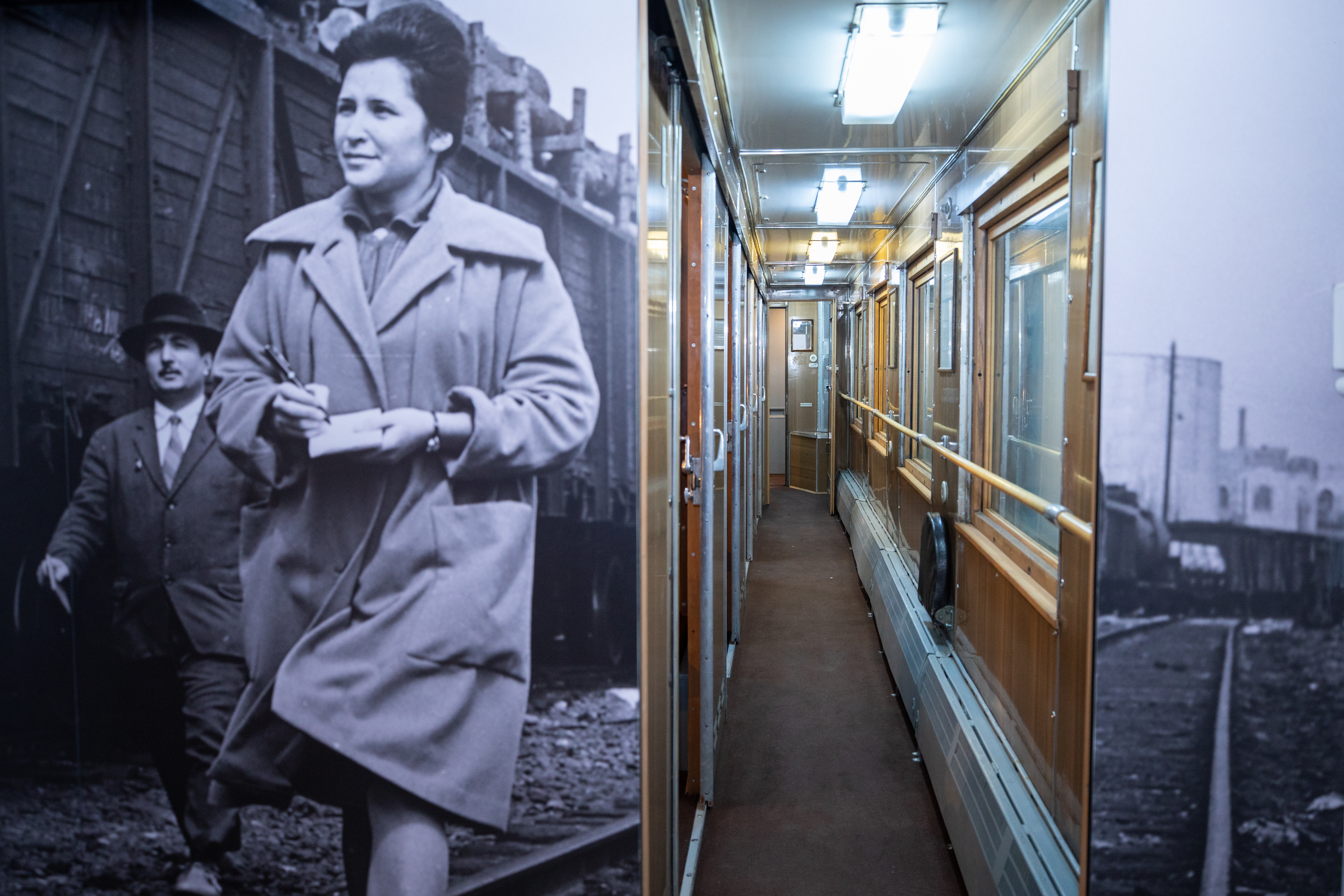
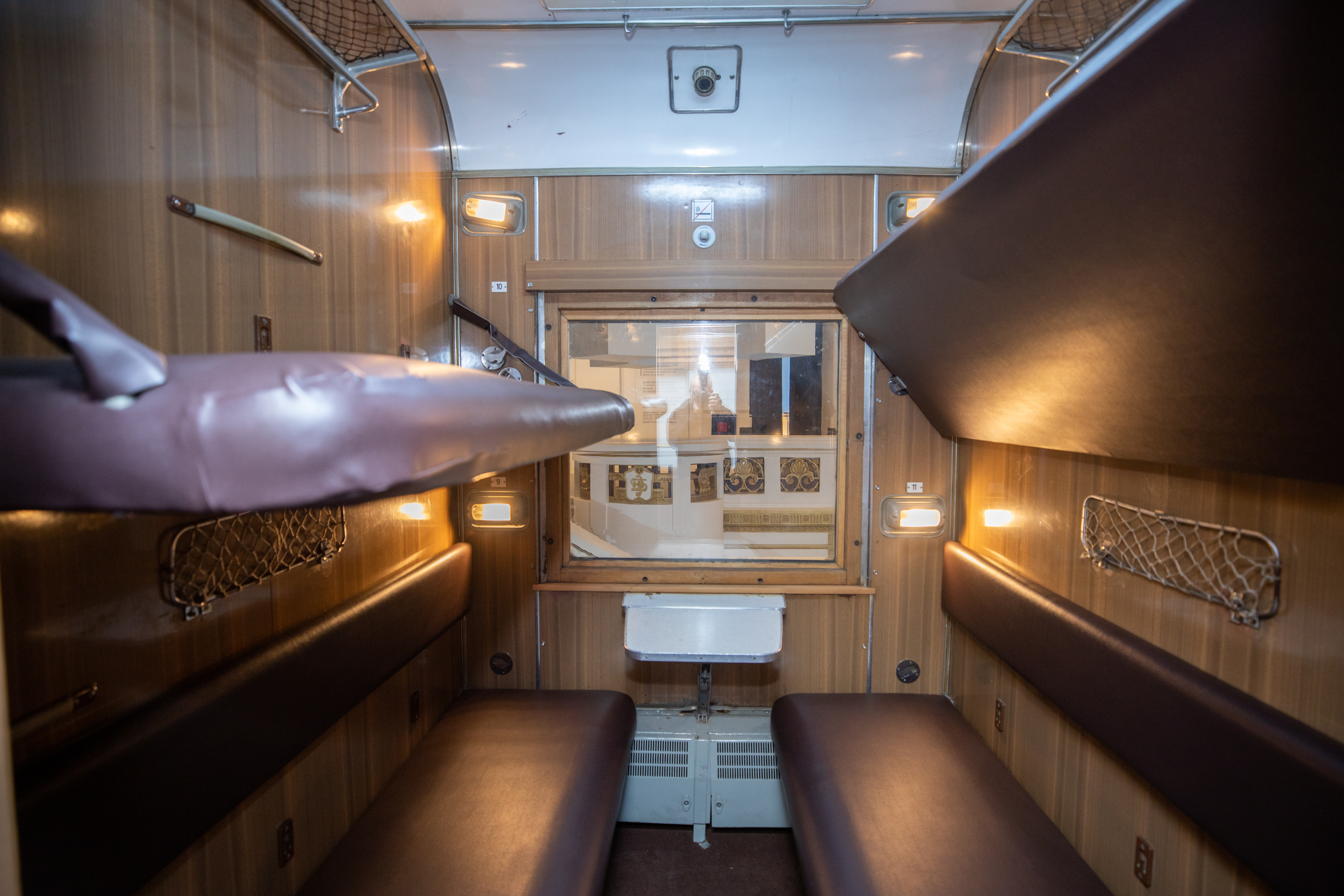
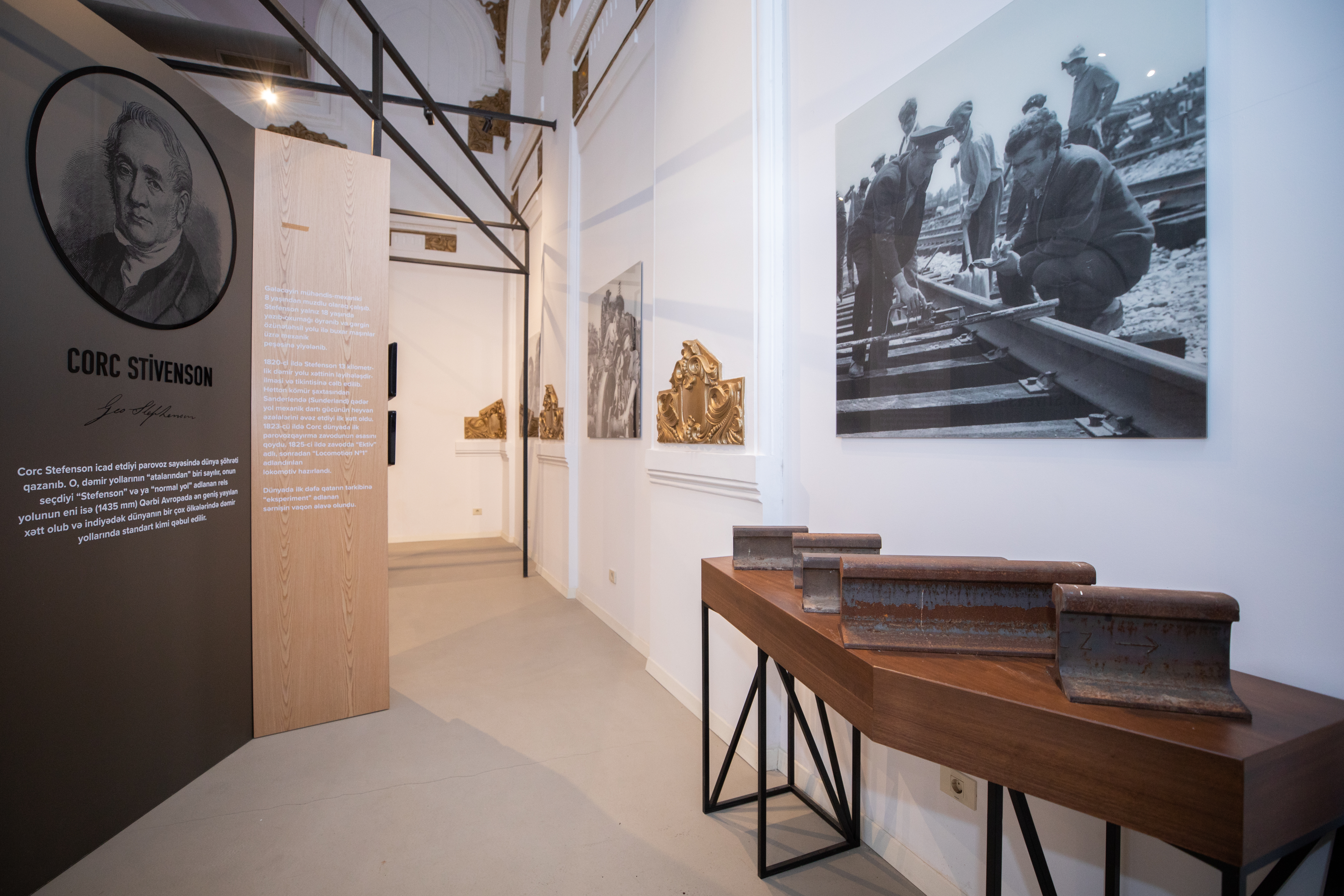